# Prémio NAS de Química em Serviço da Sociedade
O Prémio NAS de Química em Serviço da Sociedade (em inglês:  NAS Award for Chemistry in Service to Society), é um prémio concedido pela National Academy of Sciences.
Este galardão criado por E. I. du Pont de Nemours & Company destina-se a premiar as contribuições em química, seja na ciência fundamental ou na sua aplicação e que satisfaçam claramente uma necessidade social.
Este prémio bienal, é atribuído em anos alternados a químicos que trabalham na indústria e para aqueles em academia, governo e organizações sem fins lucrativos.

## Laureados[1]
- 1991 - Vladimir Haensel
- 1993 - Harold S. Johnston
- 1995 - P. Roy Vagelos
- 1997 - Ernest L. Eliel
- 1999 - C. Grant Willson
- 2001 - Paul C. Lauterbur
- 2003 - Paul S. Anderson
- 2005 - Marvin H. Caruthers
- 2007 - Arthur A. Patchett
- 2009 - John D. Roberts
- 2011 - Paul J. Reider
- 2013 - Edward C. Taylor
- 2015 - Bruce D. Roth
- 2017 - Leroy E. Hood